# ガリバルディ (バンド)
ガリバルディ（Garybaldi）は、1970年代初期に結成されたイタリアのプログレッシブ・ロック・バンドである。
彼らはギタリストのバンビ・フォッサーティによってグリーメン (Gleemen)として結成され、フォッサーティの他に、マウリツィオ・カシネッリ（ドラム、ボーカル）、リオ・マルキ（キーボード）、アンジェロ・トラヴェルソ（ベース）が在籍していた。彼らの最初の作品はビートルズの「レディ・マドンナ」のカバーであり、続いてLP『Gleemen』（1970年）が発表された。
1971年に彼らはガリバルディに名前を変更し、その名前で最初のLP『ヌーダ』を1971年に発表した。ジミ・ヘンドリックスとロックのプログレッシブ・スタイルという両方から触発された作品で、アーティストのグイド・クレパックスによる注目すべきカバー・アートが特徴であった。
1973年にマルキとトラヴェルソが脱退し、サンドロ・セラがベーシストとして参加した。この新しいフォーメーションのもとで、バンドは2枚目のLPである『アストロラービオ』をリリースし、ロックのプログレッシブな影響がより明確なものとなった。バンドはリリース後に解散した。
1974年、フォッサーティはバンビバンダ・エ・メロディエ (Bambibanda E Melodie)と呼ばれる別のバンドを結成し、カシネッリ、ベーシストのロベルト・リッチ、パーカッション奏者のラマサンディラン・ソムスンダラムをフィーチャーした。短命のグループは、1枚のアルバム『Bambibanda E Melodie』をリリースしている。
ガリバルディは1990年にLP『Bambi Fossati & Garybaldi』のため、フォッサーティ、カシネッリ、マルコ・メッツォ（ギター）、カルロ・ミラン（ベース）という面々で再結成された。さらにラインナップの変更後、2000年に彼らはロックのブルース・サウンドを伴った『La ragione e il torto』というタイトルの別のアルバムをリリースした。

## ディスコグラフィ

### アルバム
- 『ヌーダ』 - Nuda (1972年)
- 『アストロラービオ』 - Astrolabio (1973年)
- Bambi Fossati & Garybaldi (1990年)
- La ragione e il torto (2000年)
- 『追憶の断片 - アンソロジー1969-1998』 - Note Perdute (2010年)

### 関連アルバム
グリーメン
- Gleemen (1970年)

バンビバンダ・エ・メロディエ
- Bambibanda E Melodie (1974年)